# Belle-Isle-en-Terre
Pour les articles homonymes, voir Belle-Île et Biet.
Ne doit pas être confondu avec Belle-Île-en-Mer.
Belle-Isle-en-Terre (prononcer [bɛlilɑ̃tɛʁ]) est une commune française située dans le département des Côtes-d'Armor, en région Bretagne.
Ses habitants sont appelés les Bellilois ; à noter que les habitants de Belle-Île-en-Mer partagent le même gentilé.
La commune est labellisée Village étape depuis 2017.

## Géographie
La commune est située au milieu d'une région pittoresque dans le Trégor, de forêts, de collines et de ravins, au confluent du Guer et du Guic, lesquels forment le Léguer quand ils se rejoignent à la sortie de Belle-Isle. La richesse du site se prête à de nombreuses activités de promenade et de découverte (flore et faune) ainsi qu'à la pêche aux salmonidés et à la pratique du canoë-kayak.
Au sud de la commune se trouve la forêt de Coat-an-Noz.

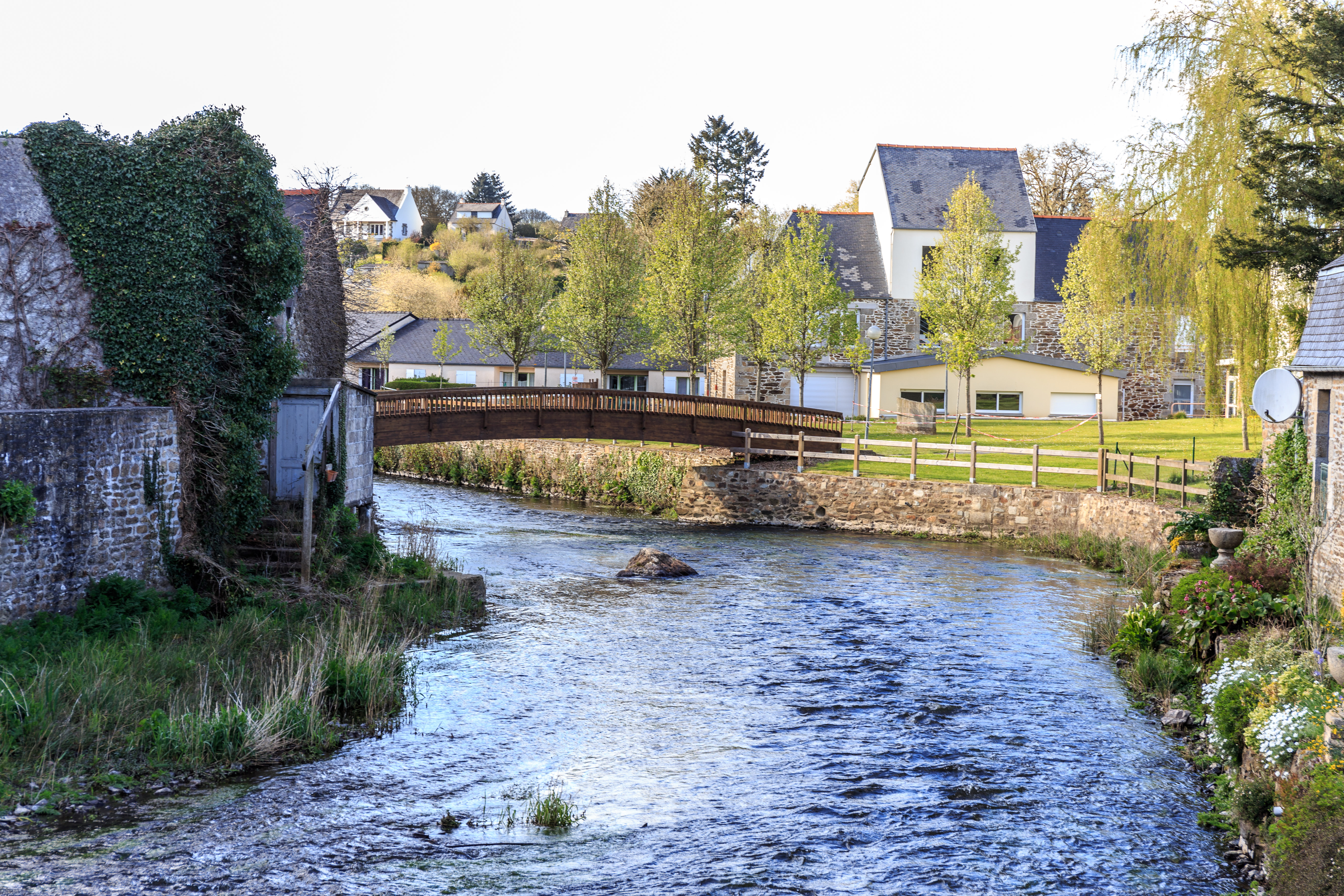
Le Guic au bourg de Belle-Isle.

### Communes proches
La commune de Belle-Isle-en-Terre est formée de nombreux hameaux, situés aux alentours du bourg : Run ar manac'h, Loguellou, Lesléo, Coat-Malouarn, Locmaria, Pen-an-Nec'h, la Boissière, le Foz, Penquer, Galvezan, Kerguiguès-Angall, Penbleiz, Panfourby, la Bosse, etc.
| Trégrom, Plounévez-Moëdec | Trégrom             | Louargat              |
| Plounévez-Moëdec          | Belle-Isle-en-Terre | Louargat              |
| Loc-Envel, Plougonver     | Plougonver          | Gurunhuel, Plougonver |

### Géologie
Le gisement ferrifère de Belle-Isle-en-Terre s'étend du nord de Lohuec à l'ouest jusqu'à Gurunhuel à l'est en passant par Loc-Envel.
Cette zone ferrifère se trouve dans la partie orientale du synclinal des Monts d'Arrée ; le minerai de fer est interstratifié dans des couches dévoniennes. Il a été exploité par le passé, à des dates indéterminées, entre Lohuec et Plougras, dans des lieux-dits comme Pengalet, le Rocher, Landeven, ainsi que dans la forêt de Beffou et à La Chapelle-Neuve. C'est ce minerai qui a alimenté les anciennes forges situées à l'entrée de la forêt de Coat-an-Noz, au sud de Belle-Isle-en-Terre.

### Hydrographie
Pour un article plus général, voir Réseau hydrographique des Côtes-d'Armor.
La commune est située dans le bassin Loire-Bretagne. Elle est drainée par le Léguer et le Guic.
Le Léguer, d'une longueur de 58 km, prend sa source dans la commune de Bourbriac et se jette  dans la baie de Lannion en limite de Lannion et de Trédrez-Locquémeau, après avoir traversé 15 communes.  Les caractéristiques hydrologiques du Léguer sont données par la station hydrologique située sur la commune. Le débit moyen mensuel est de 4,87 m3/s. Le débit moyen journalier maximum est de 67,1 m3/s, atteint lors de la crue du 26 janvier 1995. Le débit instantané maximal est quant à lui de 85,2 m3/s, atteint le 12 décembre 2000.

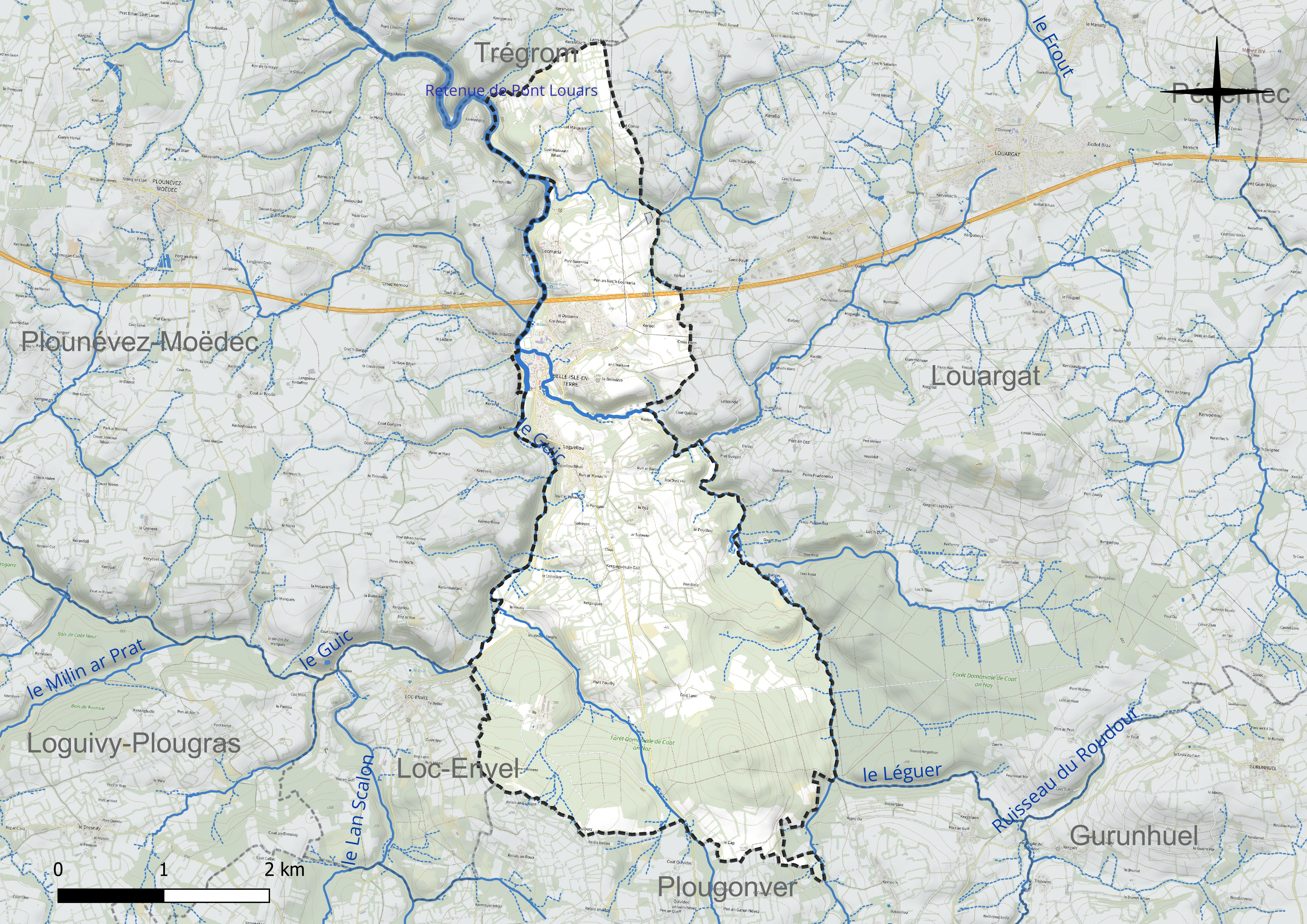
Réseau hydrographique de Belle-Isle-en-Terre.

Le Guic, d'une longueur de 27 km, prend sa source dans la commune de Botsorhel et se jette  dans le Léguer sur la commune, après avoir traversé huit communes. 

### Climat
Pour des articles plus généraux, voir Climat de la Bretagne et Climat des Côtes-d'Armor.
En 2010, le climat de la commune est de type climat océanique franc, selon une étude du Centre national de la recherche scientifique s'appuyant sur une série de données couvrant la période 1971-2000. En 2020, Météo-France publie une typologie des climats de la France métropolitaine dans laquelle la commune est exposée à un climat océanique et est dans la région climatique  Finistère nord, caractérisée par une pluviométrie élevée, des températures douces en hiver (6 °C), fraîches en été et des vents forts. Parallèlement l'observatoire de l'environnement en Bretagne publie en 2020 un zonage climatique de la région Bretagne, s'appuyant sur des données de Météo-France de 2009. La commune est, selon ce zonage, dans la zone « Intérieur », exposée à un climat médian, à dominante océanique.
Pour la période 1971-2000, la température annuelle moyenne est de 11 °C, avec  une amplitude thermique annuelle de 11 °C. Le cumul annuel moyen de précipitations est de 973 mm, avec 15,9 jours de précipitations en janvier et 8,1 jours en juillet. Pour la période 1991-2020, la température moyenne annuelle observée sur la station météorologique la plus proche, située sur la commune de Duault à 21 km à vol d'oiseau, est de 11,8 °C et le cumul annuel moyen de précipitations est de 887,1 mm,. Pour l'avenir, les paramètres climatiques de la commune estimés pour 2050 selon différents scénarios d'émission de gaz à effet de serre sont consultables sur un site dédié publié par Météo-France en novembre 2022.

## Urbanisme

### Typologie
Au 1er janvier 2024, Belle-Isle-en-Terre est catégorisée bourg rural, selon la nouvelle grille communale de densité à 7 niveaux définie par l'Insee en 2022.
Elle est située hors unité urbaine et hors attraction des villes,.

### Occupation des sols
L'occupation des sols de la commune, telle qu'elle ressort de la base de données européenne d’occupation biophysique des sols Corine Land Cover (CLC), est marquée par l'importance des forêts et milieux semi-naturels (46,8 % en 2018), en augmentation par rapport à 1990 (45,9 %). La répartition détaillée en 2018 est la suivante : 
forêts (46,8 %), zones agricoles hétérogènes (36,3 %), zones urbanisées (7 %), terres arables (6,7 %), prairies (2,5 %), zones industrielles ou commerciales et réseaux de communication (0,7 %). L'évolution de l’occupation des sols de la commune et de ses infrastructures peut être observée sur les différentes représentations cartographiques du territoire : la carte de Cassini (XVIIIe siècle), la carte d'état-major (1820-1866) et les cartes ou photos aériennes de l'IGN pour la période actuelle (1950 à aujourd'hui).

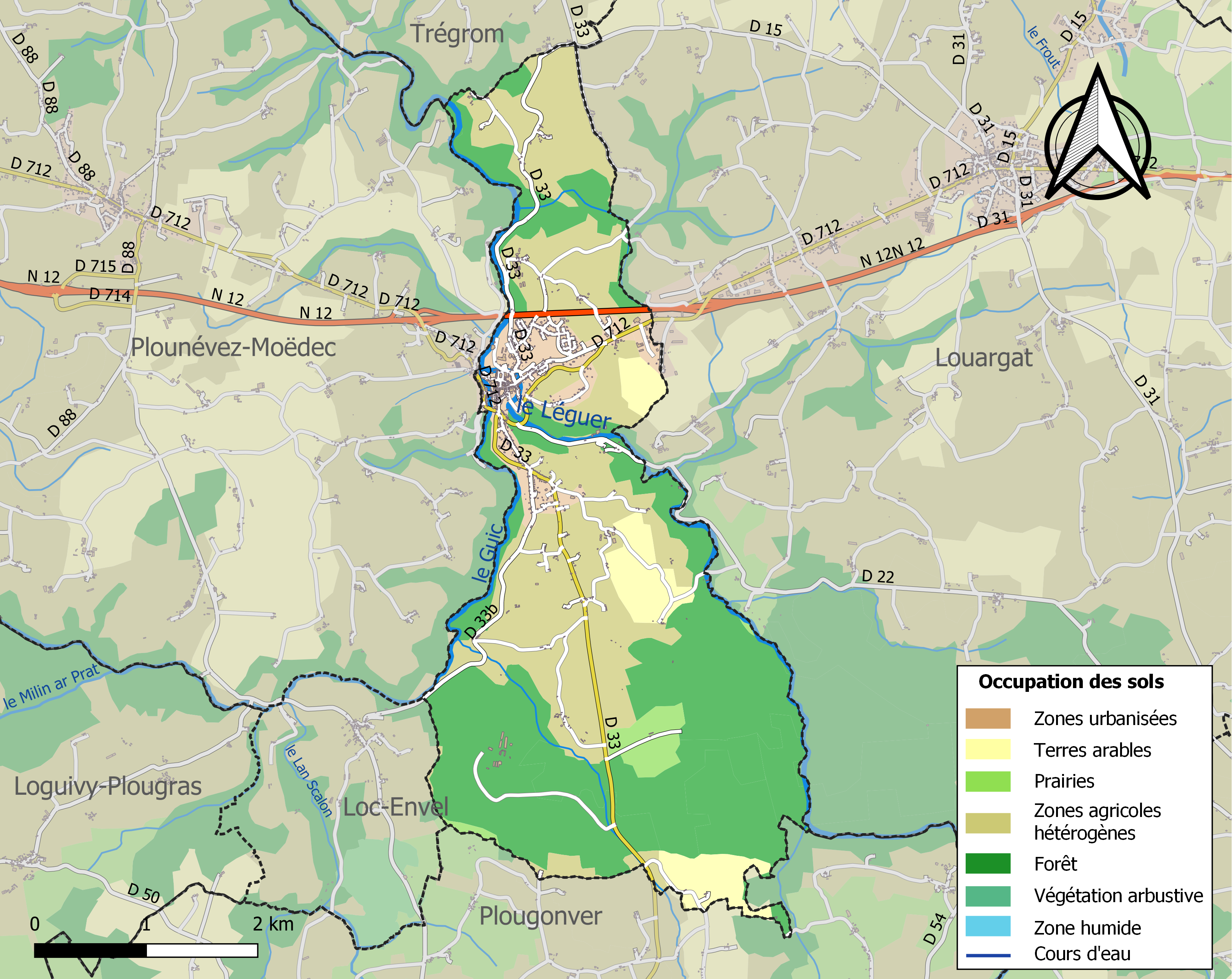
Carte des infrastructures et de l'occupation des sols de la commune en 2018.

## Toponymie
Le nom en breton de la commune est Benac'h.
L'origine du nom breton Benac'h pourrait se baser sur pen, qui désigne la tête et donc le début géographique d'un fleuve (ici le Léguer). Le suffixe ac'h désignerait le confluent (à rapprocher du mot aber). C'est en effet dans ce village que se situe le confluent des rivières du Guer et du Guic, où ils forment le Léguer.
Au XIIe siècle, des moines seraient venus fonder un monastère sur le site de Locmaria. Ces moines venant de Belle-Ile-en-Mer, le nom français actuel Belle-Isle-en-Terre aurait donc été retenu par opposition.
Le nom de la ville, au XVIIe siècle, est Bellisle. Au siècle suivant, le qualificatif « en terre » est ajouté. La forme définitive du nom de « Belle-Isle-en-Terre » date apparemment de 1776. 

## Histoire
Une occupation préhistorique y est attestée, une voie gallo-romaine et quelques traces de cette période (bornes, soubassements de petits fanums) y furent découverts.
À l'époque des croisades, on y fait construire un hospice afin de soigner les croisés et les pèlerins.

### LeXXesiècle

#### La Belle Époque
L'inventaire des biens d'église fut effectué à Belle-Isle-en-Terre le 11 mars 1906 sans incident notable.

#### La Première Guerre mondiale
Le monument aux morts porte les noms de 83 soldats morts pour la Patrie  pendant la Première Guerre mondiale.

#### La Seconde Guerre mondiale
Le monument aux morts de Belle-Isle-en-Terre porte les noms de 13 personnes mortes pour la France durant la Seconde Guerre mondiale.
Henri Prual, brigadier de police né à Belle-Isle-en-Terre en 1918, rejoint le maquis de Pont-Melvez au début de 1944.
Alors que son groupe venait d'exécuter des sabotages sur les lignes téléphoniques, il fut arrêté en même temps que ses camarades, sur dénonciation le 27 juin 1944. Incarcéré à la maison d'arrêt de Guingamp, il subit d'affreuses tortures.
Jugé et condamné à la peine de mort pour attentats et attaques à main armée contre l'occupant, il fut fusillé le 3 juillet 1944 au camp de Servel (Côtes-du-Nord). Il avait 26 ans.
Plombier né en 1924 à Belle-Isle-en-Terre, Jean-Baptiste Le Tallec rejoint un groupe d'une vingtaine de jeunes résistants, des étudiants rennais pour la plupart. Basés à Senven-Léhart, peu armés, ils furent rapidement repérés par les autorités d'Occupation. Le 12 juin 1944, Jean-Baptiste Le Tallec fut arrêté avec onze autres maquisards et transféré à la prison de Guingamp où il fut torturé en même temps que ses camarades. Il fut fusillé le 16 juin 1944. Au moment de son exécution, son père, Ange-Marie, était détenu dans la même prison pour aide active à deux résistants. Jean-Baptiste Le Tallec avait 20 ans.

#### L'après Seconde Guerre mondiale
Trois soldats originaires de Belle-Isle-en-Terre sont morts durant la guerre d'Algérie.

## Politique et administration
| Période                                  | Période                   | Identité                                           | Étiquette | Qualité |
| ---------------------------------------- | ------------------------- | -------------------------------------------------- | --------- | --- |
| Les données manquantes sont à compléter. |                           |                                                    |           | |
| 1849                                     | 1855                      | Louis Desjars (1803-1875)                          |           | Négociant, propriétaire à Guingamp Conseiller général de Belle-Isle-en-Terre (1833 → 1836)                             |
| Les données manquantes sont à compléter. |                           |                                                    |           | |
| 1878                                     | 1892                      | Adolphe Vallée (1825-1894)                         |           | Papetier |
| 1892                                     | 1900                      | Louis Desjars (1846-1922)                          |           | Notaire, propriétaire et horticulteur                                                                                  |
| 1900                                     | 1901                      | Louis Alexandre                                    |           | |
| 1901                                     | 1908                      | Louis Desjars (1846-1922)                          |           | Notaire, propriétaire et horticulteur                                                                                  |
| 1908                                     | 1913                      | Félix Milon                                        |           | |
| 1913                                     | 1919                      | Guillaume Hylion (1849-1926)                       |           | Agent voyer principal retraité                                                                                         |
| 1919                                     | 1929                      | Pierre Guégan (1878-1947)                          | Rad.      | Greffier Conseiller général de Belle-Isle-en-Terre (1928 → 1934) Conseiller d'arrondissement (1919 → 1928)             |
| 1929                                     | 1944                      | Joseph Le Manac'h                                  |           | |
| 1944                                     | août 1947 (décès)         | Ange Le Tallec                                     |           | |
| octobre 1947                             | mai 1953                  | François Even                                      |           | |
| mai 1953                                 | mars 1959                 | Jean Le Gorju                                      |           | |
| mars 1959                                | mars 1965                 | Eugène Le Guillermic                               |           | Négociant |
| mars 1965                                | 1968                      | François Tilly                                     |           | |
| 1968                                     | mars 1977                 | Alexis Aurégan                                     |           | Ancien sergent chef |
| mars 1977                                | mars 1983                 | Ernest Guennec (1921-1992)                         | PCF       | Instituteur puis directeur de CEG                                                                                      |
| mars 1983                                | mars 2001                 | Paul Mahé                                          | PS        | Instituteur puis directeur d'école Premier adjoint au maire (1977 → 1983)                                              |
| mars 2001                                | 28 mars 2014              | Jean David                                         | PS        | Consultant Président de la CC du Pays de Belle-Isle-en-Terre (1995 → 2014) Président du Pays de Guingamp (2009 → 2014) |
| 28 mars 2014                             | En cours (au 31 mai 2020) | François Le Marrec, Réélu pour le mandat 2020-2026 | PCF       | Conducteur de travaux                                                                                                  |

## Démographie
L'évolution du nombre d'habitants est connue à travers les recensements de la population effectués dans la commune depuis 1793. Pour les communes de moins de 10 000 habitants, une enquête de recensement portant sur toute la population est réalisée tous les cinq ans, les populations de référence des années intermédiaires étant quant à elles estimées par interpolation ou extrapolation. Pour la commune, le premier recensement exhaustif entrant dans le cadre du nouveau dispositif a été réalisé en 2006.

En 2022, la commune comptait 1 031 habitants, en évolution de −0,29 % par rapport à 2016 (Côtes-d'Armor : +1,78 %, France hors Mayotte : +2,11 %).
| 1793 | 1800 | 1806 | 1821 | 1831  | 1836  | 1841  | 1846  | 1851  |
| ---- | ---- | ---- | ---- | ----- | ----- | ----- | ----- | ----- |
| 741  | 812  | 816  | 905  | 1 079 | 1 378 | 1 740 | 1 851 | 1 600 |

| 1856  | 1861  | 1866  | 1872  | 1876  | 1881  | 1886  | 1891  | 1896  |
| ----- | ----- | ----- | ----- | ----- | ----- | ----- | ----- | ----- |
| 1 602 | 1 272 | 2 051 | 1 876 | 1 920 | 1 997 | 1 945 | 1 929 | 1 944 |

| 1901  | 1906  | 1911  | 1921  | 1926  | 1931  | 1936  | 1946  | 1954  |
| ----- | ----- | ----- | ----- | ----- | ----- | ----- | ----- | ----- |
| 1 896 | 1 862 | 1 748 | 1 612 | 1 659 | 1 619 | 1 508 | 1 501 | 1 284 |

| 1962  | 1968  | 1975  | 1982  | 1990  | 1999  | 2006  | 2011  | 2016  |
| ----- | ----- | ----- | ----- | ----- | ----- | ----- | ----- | ----- |
| 1 231 | 1 142 | 1 185 | 1 204 | 1 067 | 1 099 | 1 050 | 1 079 | 1 034 |

| 2021  | 2022  | - | - | - | - | - | - | - |
| ----- | ----- | - | - | - | - | - | - | - |
| 1 030 | 1 031 | - | - | - | - | - | - | - |

## Langue bretonne
L’adhésion à la charte Ya d’ar brezhoneg a été votée par le Conseil municipal le 26 novembre 2007. Le 17 février 2010 elle a reçu le label de niveau 1 de la charte.

## Lieux et monuments

### Bâtiments et lieux publics remarquables
- Kastell Mond (ou château de Lady Mond) - 1939, qui abrite la mairie et la bibliothèque.Le Kastell Mond, réplique du château de Coat-an-noz.

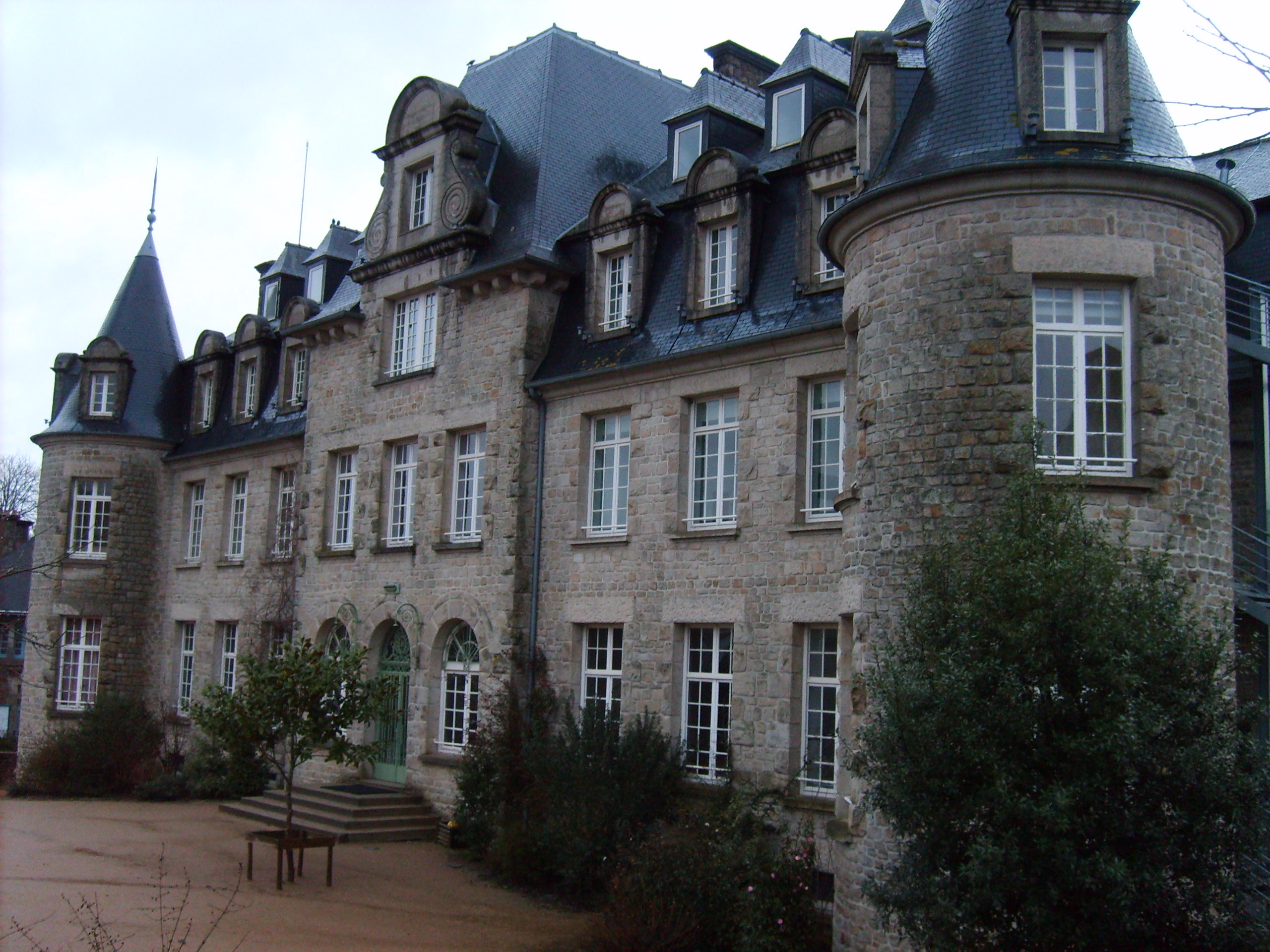
Le Kastell Mond, réplique du château de Coat-an-noz.

Ce château abrite également le Centre d'initiation à la rivière depuis 2000.
- Château de Coat-an-Noz.

### Bâtiments religieux
- Église Saint-Jacques-le-Majeur (XIXe siècle), sous le coup d'un arrêté de péril depuis 2018[35]
- Ancienne église Saint-Jacques.
- Chapelle de Locmaria et son jubé polychrome du XIVe siècle  Classé MH (1928).
- Mausolée de Lady Mond.
- Chapelle du Bois.

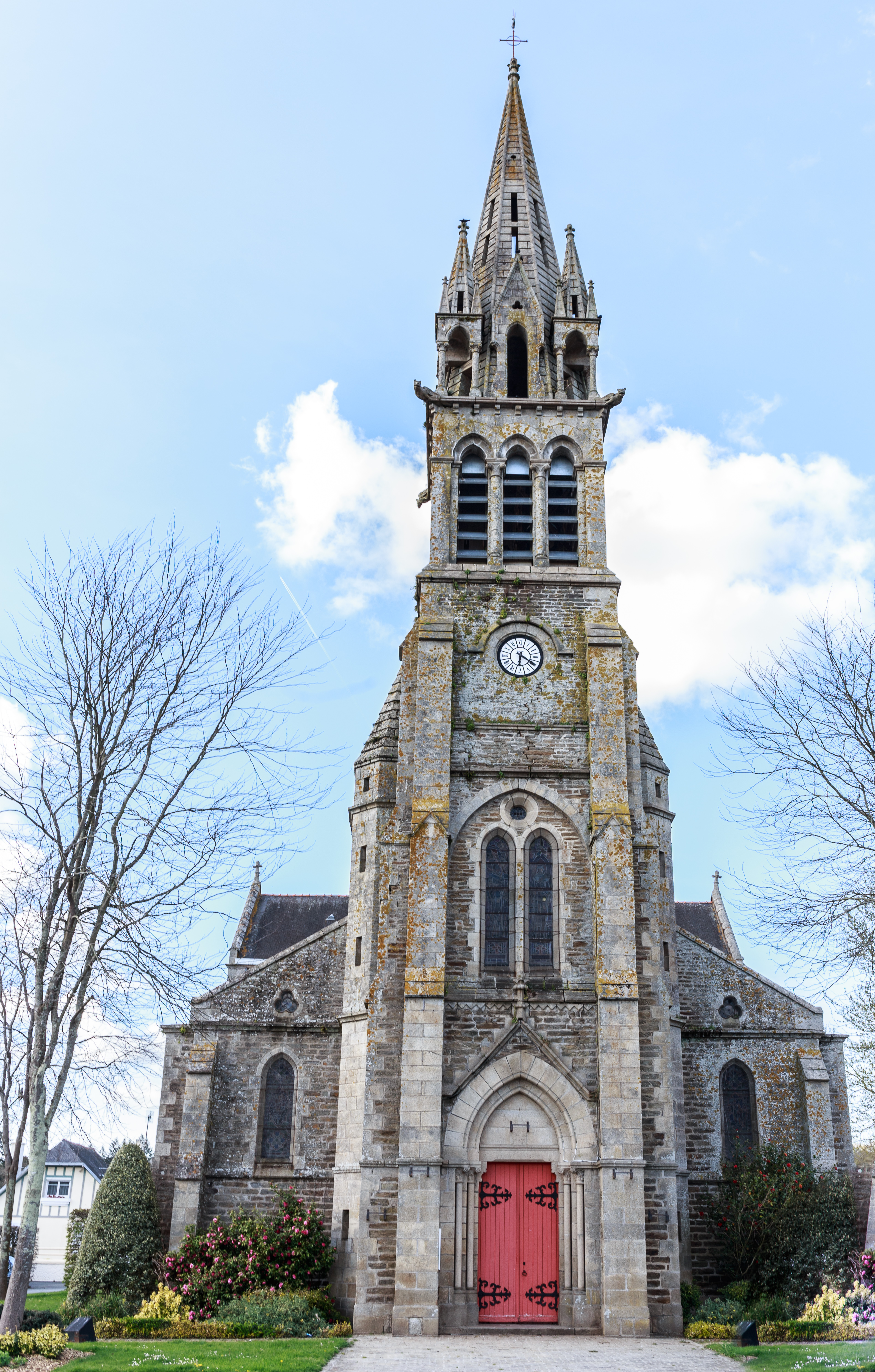
Église Saint-Jacques-le-Majeur.
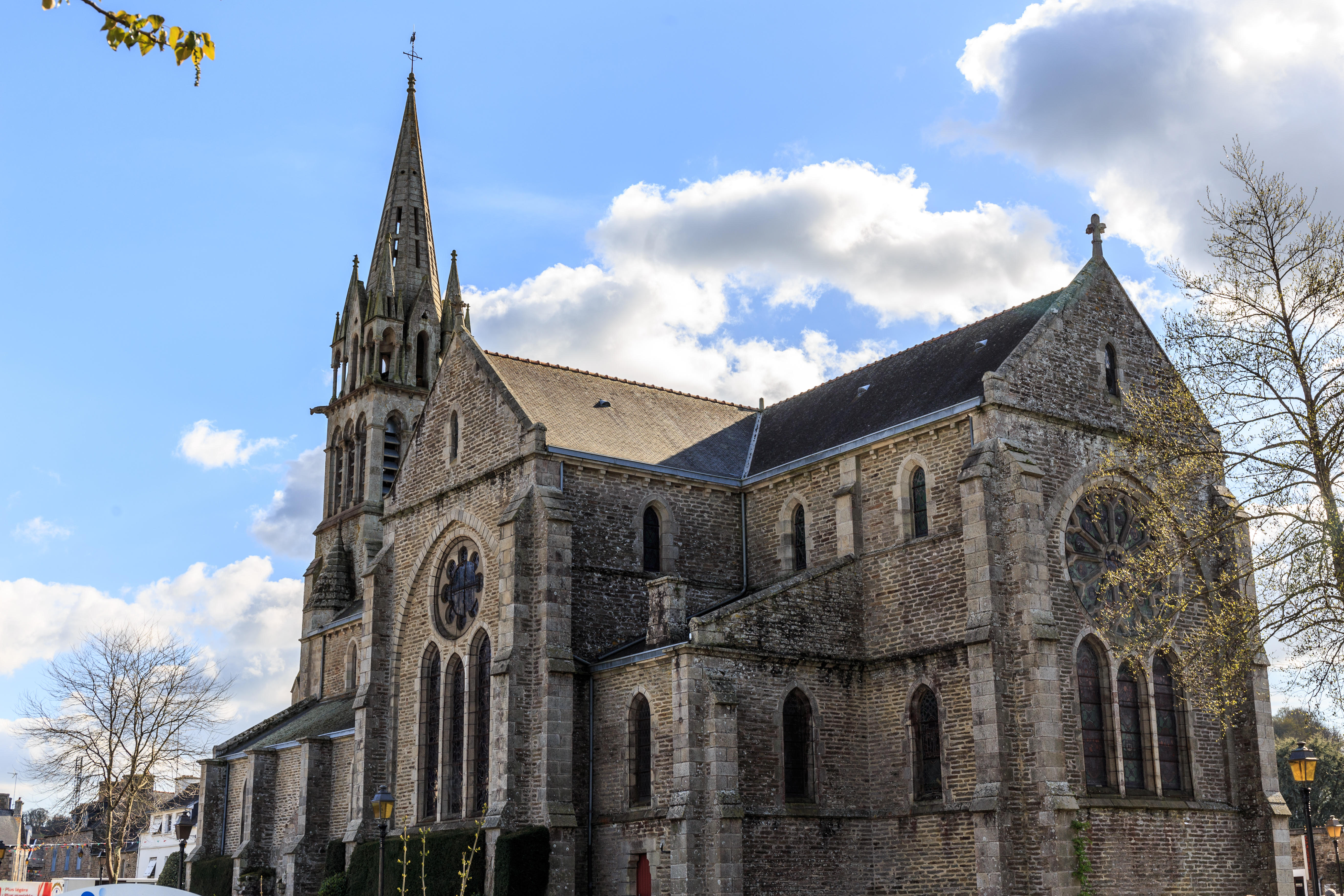
Église Saint-Jacques-le-Majeur.
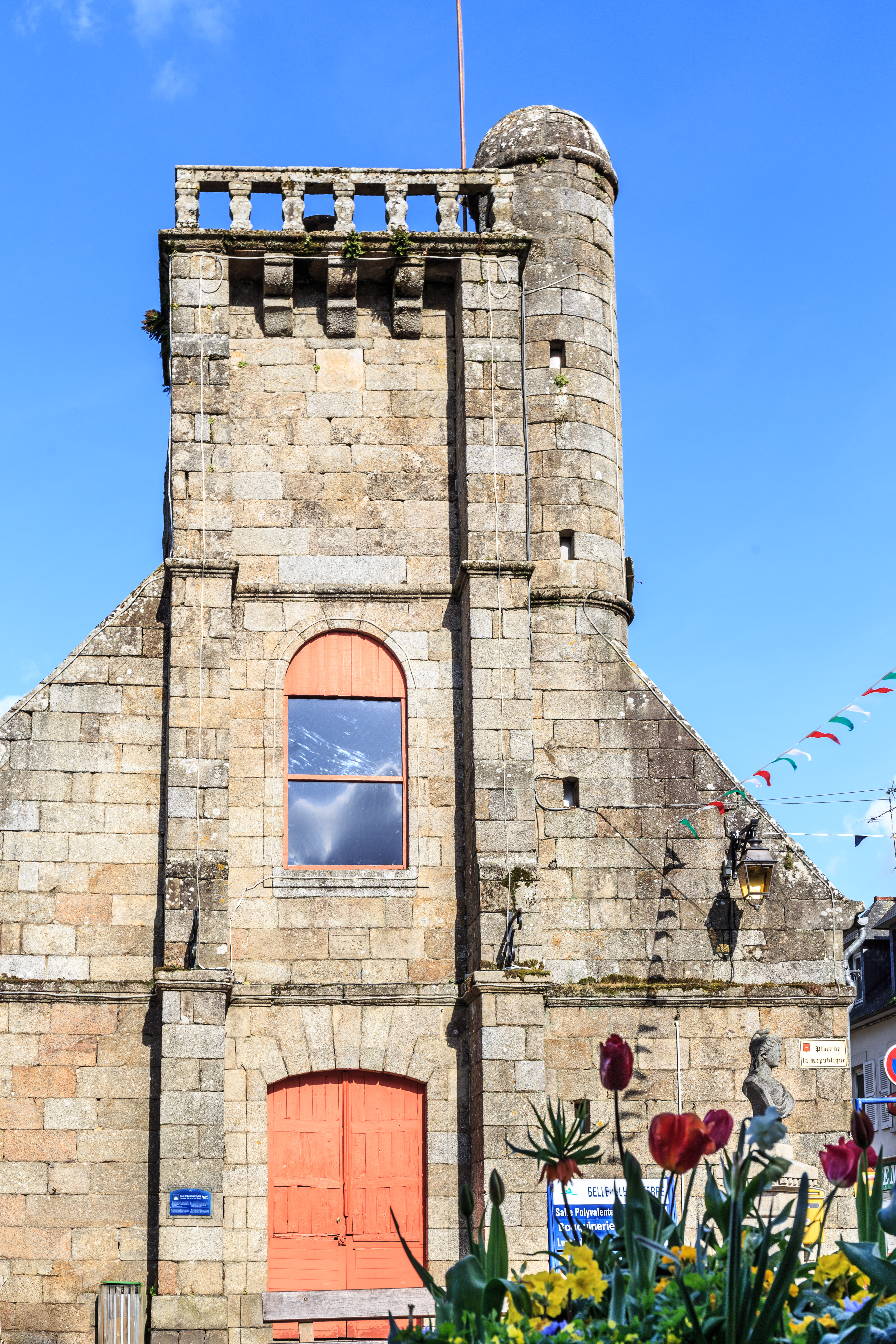
Ancienne église Saint-Jacques.
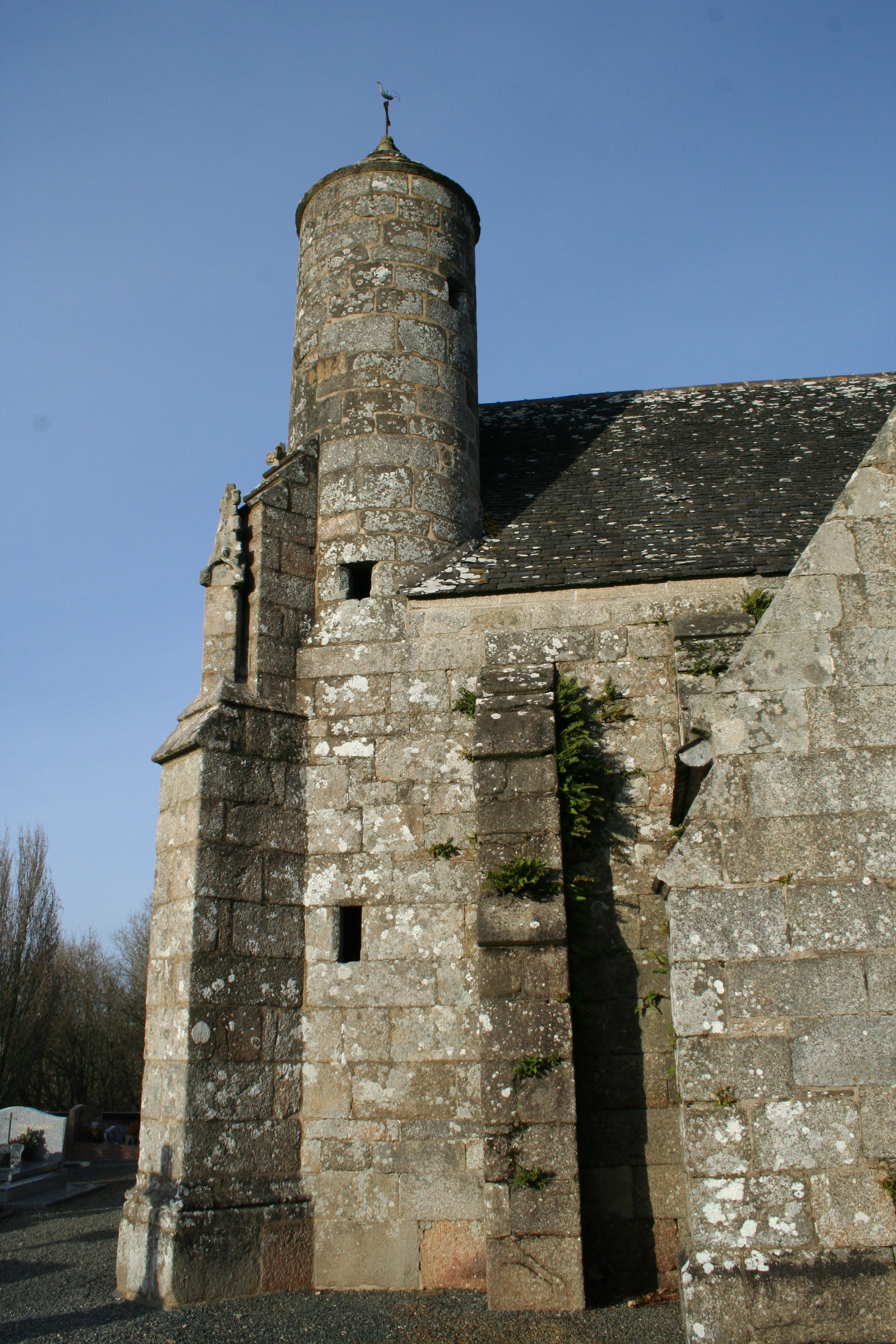
Chapelle de Locmaria.

### Musées
L'Aquarium des Curieux de nature, qui se trouve au château de Lady Mond (dans les locaux du Centre régional d'initiation à la rivière), présente une dizaine d'aquariums contenant des spécimens représentatifs de la faune des rivières de Bretagne.

### Autres
- Forêt de Coat-an-Noz et Coat-an-Hay.
- Fontaine Itron-Varia Pendreo (en breton : notre dame de Pendreo).
- Fontaine Saint-Jean Baptiste.

## Soniou(chanson traditionnelle en breton)
- Soniou Coat an Noz ha Coat an De (« Coat-an-Noz et Coat-an-De ») recueilli par François-Marie Luzel en 1890.

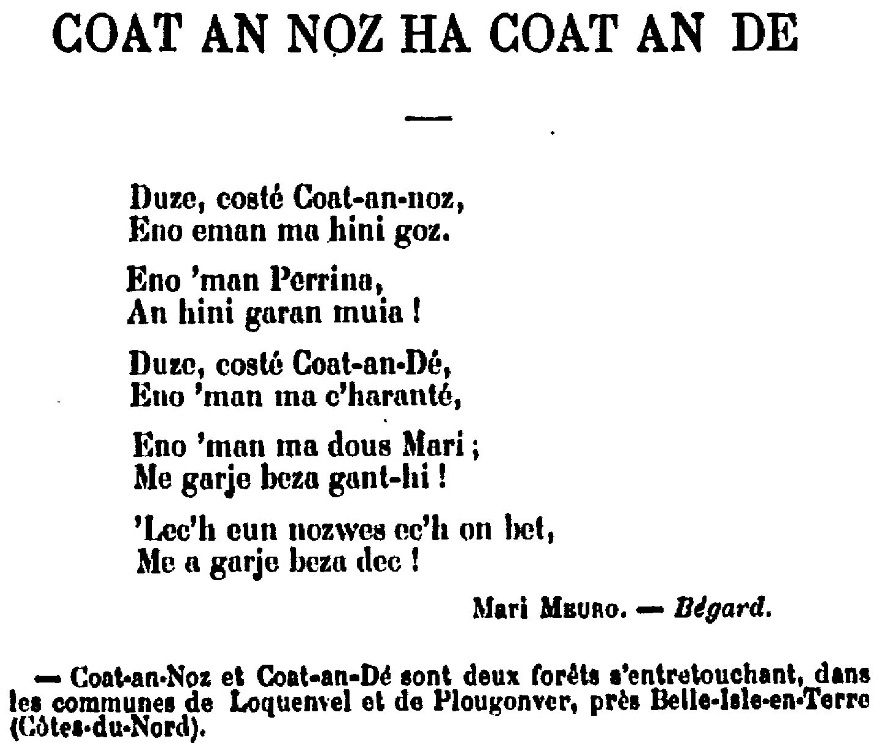
Soniou (chanson traditionnelle en breton) Coat an Noz ha Coat an De recueillie par François-Marie Luzel.

## Personnalités liées à la commune
- Lady Mond (1869-1949), épouse du « roi du nickel », Sir Robert Mond, née et morte à Belle-Isle-en-Terre ;
- Famille Vallée, propriétaire de la papeterie familiale fondée au bord du Léguer par Jean François Vallée en 1855, dont : François Vallée, linguiste breton (1860-1949), petits-fils de Jean François Vallée, et François Vallée, résistant (1912-1944), neveu du linguiste François Vallée, agent du Service secret britannique Special Operations Executive, Compagnon de la Libération, par décret du 4 mai 1944 signé par le général de Gaulle ;
- Joseph Ollivier, docteur en chirurgie dentaire, diplômé de l'Université catholique de Lille, né en 1878 à Belle-Isle-en-Terre et décédé en 1946 à Landerneau, est un bibliographe et chercheur breton. Il s'est notamment intéressé de près aux manuscrits du Trégorrois François-Marie Luzel ;
- Jeanne Marie Kerguin (Sœur Marie de Sainte Nathalie) (1864-1900), née à Belle-Isle-en-Terre, canonisée le 1er octobre 2000 ;
- Maurice Noguès (1889-1934), aviateur et pionnier de l'aviation française, dont la dépouille mortelle repose au hameau de Locmaria.

## Héraldique
| Blason | Blasonnement : De gueules au croissant d'argent accompagné de trois coquilles renversées d'or. |

Les coquilles Saint-Jacques font référence à un hospice où, du temps des croisades, les pèlerins de Compostelle étaient soignés.